# Vísky
Vísky är en ort i Tjeckien.   Den ligger i regionen Södra Mähren, i den östra delen av landet, 170 km öster om huvudstaden Prag. Vísky ligger 451 meter över havet och antalet invånare är 227.
Terrängen runt Vísky är kuperad söderut, men norrut är den platt. Runt Vísky är det ganska tätbefolkat, med 144 invånare per kvadratkilometer. Närmaste större samhälle är Letovice, 4,0 km väster om Vísky. Omgivningarna runt Vísky är en mosaik av jordbruksmark och naturlig växtlighet.